# Guided Search
Guided Search ist ein Modell zur visuellen Aufmerksamkeit von Jeremy M. Wolfe, Professor für Augenheilkunde an der Harvard Medical School. Die „Theorie der gesteuerten Suche“ ist eine stetige Weiterentwicklung des Guided Search-Modells, welches ursprünglich als Kritik und Verbesserung der Merkmalsintegrationstheorie von Anne Treisman entstand. Das Modell ermöglicht die Computersimulation der menschlichen visuellen Suche und Objekterkennung.
Sucht man z. B. einen bestimmten Pullover (Zielreiz) in seinem Kleiderschrank, der voll anderer Kleidungsstücke wie z. B. Socken, T-Shirts und anderen Pullovern (Ablenkerreize) ist, startet man eine visuelle Suche (bewusst und unbewusst). Der ganze Schrank wird nach dem (z. B. blauen) Pullover, der eine bestimmte Farbe, Form und Größe hat, abgesucht. Dabei lässt man sich von Pullovern anderer Farbe und von blauen Socken kurz ablenken, sucht aber trotzdem weiter bis man den blauen Pullover findet. Warum Menschen, trotz einer reizüberfluteten Welt diesen Pullover relativ einfach finden, versucht Wolfe in seinem Modell von Guided Search zu erklären.

## Modell

### Visuelle Suche mit Guided Search

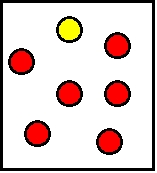
Beispiel für visuelle Suche mit gelben Zielreiz und roten Ablenkerreizen

Beim Paradigma der visuellen Suche wird eine bestimmte Anzahl von Stimuli in einem Suchdisplay dargeboten. Dabei sollen die Versuchspersonen einen Zielreiz unter Ablenkerreizen finden. Prozesse der Aktivierungserhöhung, die von den Stimuli ausgehen, nennt man Bottom-Up- (unbewusst) und Suchkriterien, die die Suche beeinflussen, Top-Down-gesteuert (bewusst), siehe Top-down und Bottom-up. Der Stimulus, welcher eine große Verschiedenheit relativ zu den anderen Stimuli besitzt, bekommt eine hohe Aktivität zugewiesen. Ein relativ ähnlicher Stimulus hingegen bekommt nur eine geringe Aktivität zugeteilt. Wird die Situation Top-down beeinflusst, bekommen Objekte, die dem Zielreiz ähneln eine zusätzliche Aktivierungserhöhung. Betrachtet man unvoreingenommen den Inhalt des Kleiderschrankes, wird ein neon-pinker Regenumhang als erstes auffallen (Pop-out), wenn wir den blauen Pullover suchen. Er bekommt die höchste Bottom-Up-Aktivität. Weil aber der blaue Pullover zu suchen ist, bekommen alle dunklen Pullover eine höhere Aktivität als helle Pullover; man wendet sich schnell von hellen Pullovern ab und sucht innerhalb der dunkleren Pullover (Top-Down).

### Hauptkarte der Aktivierungen
Im GS2-Modell wird das Suchdisplay in einer ortsbasierten Hauptkarte repräsentiert, d. h. die räumliche Anordnung bleibt erhalten (Retinotopie). In dieser Karte ist die Unterschiedlichkeit in Farbe und Orientierung der Stimuli zueinander dargestellt. Jeder Stimulus der Merkmalskarte bekommt somit eine aufsummierte Aktivierung der Merkmale (Orientierung und Farbe). Der Stimulus mit der höchsten Aktivierung zieht die Aufmerksamkeit auf sich. Mitunter kommt es aber vor, dass der Stimulus mit der höchsten Aktivierung nicht als Zielreiz identifiziert wird. In diesem Fall wird die Aufmerksamkeit zum Stimulus mit der nächsthöheren Aktivierung gelenkt. Dieser Vorgang wird solange wiederholt, bis der Zielreiz entdeckt wurde, alle Items, deren Aktivierung den Schwellenwert überschreitet, bereits geprüft wurden, oder die maximale Suchdauer überschritten wurde.

### Merkmalskarten

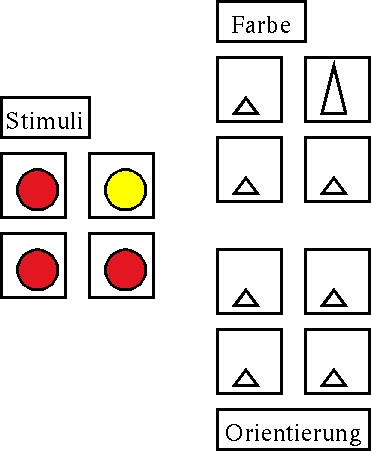
Stimuli mit entsprechenden Aktivierungen in den Merkmalskarten "Farbe" und "Orientierung"

Die Aktivierungen auf der Hauptkarte berechnen sich aus denen einzelner Merkmalskarten. Dabei wird ein Objekt wie bei der Merkmalsintegrationstheorie zuerst in seine Merkmale differenziert (blau, lang, schief, …). Diese Merkmale lassen sich kategorisieren (Farbe, Form, Orientierung, …), wobei jede Dimension in einer Merkmalskarte repräsentiert wird. Auch bei diesen Karten bleibt die räumliche Ordnung erhalten, und es wird die Aktivierung kodiert. Dabei hängt das Maß der Aktivierung von der Salienz (Unterschiedlichkeit gegenüber den anderen Stimuli) ab.
Am Beispiel:
- Der gelbe Kreis weist in der Dimension "Farbe" eine hohe Salienz auf. Er unterscheidet sich von allen drei anderen Stimuli. Hingegen unterscheidet sich jeder rote Kreis in dieser Dimension nur von jeweils einem anderen Stimulus. In der Merkmalskarte "Farbe" bekommt also der gelbe Kreis die höchste Aktivierung, da er am verschiedensten zu den anderen Stimuli ist.
- In der Dimension "Orientierung" unterscheiden sich die jeweiligen Kreise nicht voneinander, also bekommen alle 4 Stimuli die gleiche, niedrige Aktivität in der zugehörigen Merkmalskarte zugewiesen.

Da ein Objekt eine Vielzahl von Merkmalen besitzen kann, gäbe es theoretisch genauso viele Merkmalskarten. Im aktuellen Modell sind allerdings nur die Dimensionen "Farbe" und "Orientierung" berücksichtigt.
Die Aktivierung in den Merkmalskarten wird durch zwei Prozesse bedingt:
- stimulusgesteuerter Bottom-up-Prozess
- personengesteuerter Top-down-Prozess

(siehe Top-down und Bottom-up)

### Kategoriale Kanäle

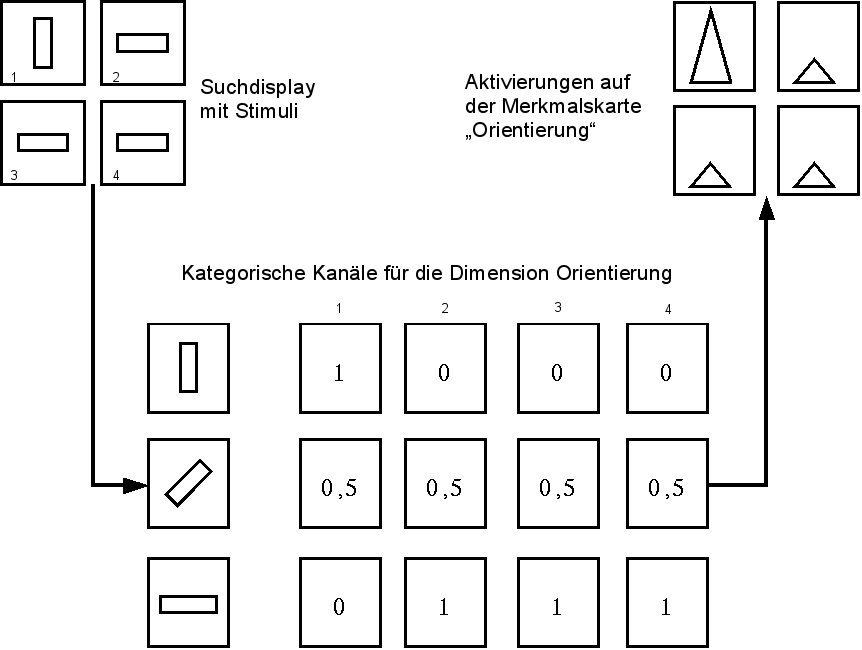
Kategoriale Kanäle mit entsprechenden Aktivierungen

Bottom-up- und Top-down-Prozesse schließen sich nicht aus, sondern wirken meist zusammen. Dies zeigt sich, wenn man einen weiteren Aspekt des Modells betrachtet: die kategorialen Kanäle. Ihr Output erzeugt die Aktivierungen auf den Merkmalskarten. Die Einzigartigkeit des Zielreizes sorgt nun dafür, dass der entsprechende Kanal eine hohe Aktivierung für jenen auf der Merkmalskarte produziert.
Jede Merkmalsdimension besitzt mehrere spezifisch gestimmte Kanäle, die selektiv-optimal auf eine basale Merkmalsausprägung reagieren. Beispielsweise könnten für die Dimension Orientierung ein Kanal für vertikal, ein Kanal für eine Neigung von 45° und ein Kanal für horizontal existieren. Die Aufgabe dieser Kanäle ist es nun, für jedes Item der Dimension Orientierung einen Aktivierungswert zu erstellen, indem sie u. a.
- die Differenz zwischen dem Item und seinen Nachbarn errechnen
- aus diesen Differenzen den Mittelwert bilden und
- eine Gewichtung vornehmen.

Die Schritte 1 und 2 sind bottom-up-abhängig, Schritt 3 ist top-down bestimmt. Die Gewichtung des Outputs ist erforderlich, wenn die Salienz des Zielreizes zu gering ist, um dieses als das Zielobjekt zu identifizieren.

## Simulation
"Guided Search" beinhaltet auch eine Computersimulation. Sie basiert auf der Annahme, dass die Funktionsweise des Modells auf den Menschen übertragbar ist, wenn man mit dem Simulationsmodell ähnliche Daten wie die der Versuchspersonen erzeugen kann. Die Simulation kann die visuelle Suche tatsächlich derart imitieren, dass Daten erzeugt werden, die große Ähnlichkeit mit von Menschen erzeugten Daten haben. Auch die Fehlerraten sind ähnlich, hier sind die Abweichungen jedoch etwas größer.

## Erklärungsreichweite des Modells
Des Weiteren ermöglicht das Modell u. a. Spekulationen hinsichtlich
- illusorischen Verknüpfungen als Aktivierungshügel auf der Hauptkarte ohne räumliche Zuordnung
- Effekt der Dichte als Überlappung von Aktivierungshügeln
- unterschiedlicher Gewichtung der Merkmalskarten.

Einige Aspekte wurden jedoch vernachlässigt bzw. konnten noch nicht simuliert werden. Zum Beispiel:
- Beeinflussung der Merkmalskarten untereinander
- lokale Unterschiede im visuellen Feld
- grundsätzliche Gewichtung innerhalb einer Dimension
- Diskrepanz in den Fehlerraten

Mittlerweile existiert das "Guided Search 4.0"-Modell von Wolfe.